# Provinciale weg 675
De provinciale weg 675 (N675) is een provinciale weg in de Nederlandse provincie Zeeland. De weg ligt in Zeeuws-Vlaanderen en vormt een verbinding tussen de buurtschap Nummer Eén nabij Breskens en Sluis. Onderweg wordt ten zuiden van Breskens de N676 gekruist, ten noorden van Zuidzande wordt voorts de N674 gekruist.
De weg is uitgevoerd tweestrooks-gebiedsontsluitingsweg met een maximumsnelheid van 80 km/h. Tussen Nummer Eén en de kruising met de N676 heet de weg Sterreboschweg, het overige gedeelte tot Sluis draagt de naam Provincialeweg.
Ondanks de straatnaam Provincialeweg is de provincie Zeeland slechts verantwoordelijk voor het beheer van het wegvak tussen Nummer Eén en de kruising met de N674 nabij Zuidzande. Het gedeelte tussen deze kruising en de bebouwde kom van Sluis wordt beheerd door het waterschap Scheldestromen. Binnen de bebouwde kom van Sluis wordt de weg beheerd door de gelijknamige gemeente.
N62 · N69 · N251 · N252 · N253 · N254 · N255 · N256/A256 · N257 · N258 · N260 · N261 · N262 · N263 · N264 · N266 · N267 · N268 · N269 · N270/A270 · N271 · N272 · N273 · N274 · N275 · N276 · N277 · N278 · N279 · N280 · N281 · N282 · N283 · N284 · N285 · N286 · N287 · N288 · N289 · N290 · N291 · N292 · N293 · N294 · N295 · N296 · N296n · N297 · N298 · N300 · N321 · N322 · N324 · N329 · N389 · N394 · N395 · N396 · N397

N556 · N562 · N564 · N570 · N572 · N590 · N595 · N598 · N601 · N602 · N605 · N607 · N612 · N613 · N615 · N616 · N617 · N618 · N620 · N622 · N625 · N629 · N631 · N632 · N637 · N638 · N639 · N640 · N641 · N651 · N652 · N653 · N654 · N655 · N656 · N658 · N659 · N660 · N661 · N662 · N663 · N664 · N665 · N666 · N667 · N668 · N669 · N670 · N671 · N673 · N674 · N675 · N676 · N682 · N683 · N686 · N689 · N690 · N831 · N843

Voormalige provinciale wegen: N299 · N551 · N552 · N553 · N554 · N555 · N560 · N561 · N563 · N565 · N566 · N567 · N568 · N571 · N574 · N580 · N581 · N582 · N583 · N584 · N585 · N586 · N587 · N588 · N589 · N591 · N592 · N593 · N594 · N596 · N597 · N603 · N604 · N606 · N608 · N610 · N611 · N614 · N619 · N621 · N623 · N624 · N626 · N628 · N630 · N634 · N642 · N657